# Јањски сабор
Јањски сабор је духовна и културна манифестација, која се сваке године, према црквеном календару, одржава у Недјељи Свих светих у порти манастира Светог Георгија Побједоносца у Глоговцу, недалеко од Шипова, у Републици Српској. Манифестација је традиционална и има црквено-народни карактер.

## Историјат сабора
Прва јањска саборовања су одржана још за вријеме Краљевине Југославије, али су прекинута током успоставе НДХ, а комунистичке власти су га коначно и забраниле 1941. године. Сабор је обновљен 2. јуна 1991. године када му је присуствовао и патријарх српски господин Павле, који је водио службу на архијерејској литургији. Послије тога, патријарх је сабор походио још неколико пута. Окупљање народа око манастира Глоговца забиљежено је још од настанка првог глоговачког манастира, изграђеног у првој половини XIV вијека, за који се сматра да је био задужбина српског краља Милутина, којег су Турци порушили и запалили 1463. године. Манастир је обновљен у другој половини XIX вијека када му је озидана купола. У Другом свјетском рату запаљен од стране усташа. Све је то утицало да организовано саборовање уз саслужење црквених отаца почиње тек почетком XX вијека. Манастир је у потпуности обновљен пред крај XX вијека. Сабор је веома цијењен у народу и у црквеним круговима.

## Важност сабора
Јањски сабор је једна од најстаријих и најмасовнијих манифестација становништва шиповачког краја. Она одражава свијест народа о трајању и очувању на тим просторима, под окриљем Српске православне цркве. Сабор представља смотру народног и културног стваралаштва, са изложбама рукотворина и умјетнина, разних ручно прављених и резбарених предмета, ратарских алатки, справљених разних прехрамбених производа из домаће радиности, од којих су свакако најпознатији јањски плетени сир од необраног млијека (гужваш и плета како га зову у тим крајевима) и чувени јањски кајмак, као и ручно тесане посебне троножне столице (тзв. јањски столац какве прави Миленко Миловац из Липоваче) из једног комада дрвета. У културно-умјетничком програму учествују етно-групе и културно-умјетничка друштва, писци, гуслари и рецитатори. Важност Јањског сабора јесте и у томе што представља највеће нематеријално културно добро народа јањског краја.

## Спортска такмичења
Јањски сабор има и свој спортски дио, који чине разна такмичења: трка за крст Манастира Глоговац, бацање камена с рамена, скок у даљ и натезање конопаца, за које најбољи учесници добијају разне награде. Своје коријене у Јањском сабору има и посебна спортско-културна манифестација Јањски вишебој. Суштина овакве врсте саборовања је да се на њему скупљају и они који не станују више на Јањској висоравни. Највише посјетилаца изван Шипова долази из Војводине, гдје је отишла већина становништва јањског краја, у току колонизације и аграрне реформе 1945-1948, послије Другог свјетског рата.

## Традиција сабора
Сабор је 2018. године одржан по 28. пут, у форми вјерског сабора. Одређене програме направе и Удружења Јањана у Србији, заједно са њиховим земљацима који су остали у родном крају.
У току манифестације, локално свештенство организује свечани ручак за званице и сав вјерујући народ. Домаћин манифестацији је сваке године епископ бихаћко-петровачки (прије епископи Хризостом и Атанасије Ракита, а данас је то епископ Сергије) који у току сабора рукополаже свештенике и држи бесједу. Послије тога дијеле се грамате заслужнима.
Архијерејско саслужење увијек предводи онај који у црквеној хијерархији има већи чин. Јањски сабор има и свог кума, то је обично угледни привредник, који највише материјално помогне манифестацију. Сабору присуствују и представници војног и политичког врха Републике Српске, као и директори јавних, просвјетних и културних институција са подручја општине Шипово.

## Географски положај
Саборује се у порти Глоговачког манастира, који географски припада МЗ Бабићи, 20 километара удаљеном од Шипова, на сјеверозападу Републике Српске, у прелијепом окружењу клисуре рјечице Глоговац. Најближа села су му Бабин До и Чуклић. Јањски сабор је значајна и препознатљива манифестација која увијек буде веома посјећена. Јањском сабору, сваке године, присуствује више хиљада људи.